# Liste des évêques aux Armées d'Ouganda
Liste des évêques aux Armées d'Ouganda. L'évêché aux Armées d'Ouganda a été créé le 20 janvier 1964.

## Sont évêques
- 20 janvier 1964-5 janvier 1985 : Cipriano Kihangire (Cipriano Biyehima Kihangire)
- du 5 janvier 1985 à sa mort le 4 décembre 2020 : James Odongo
- depuis le 4 décembre 2020 : vacant

## Sources
- L'ANNUAIRE PONTIFICAL, sur le site http://www.catholic-hierarchy.org, à la page